# Marek Pach
Marek Pach, né le 16 décembre 1954 à Zakopane, est un coureur polonais du combiné nordique et sauteur à ski, membre du club Wisła-Gwardia Zakopane. 

## Biographie
Lors des Jeux olympiques d'Innsbruck en 1976, il s'est classé 20e (sur 33 participants) dans le combiné et 40e (sur 54 participants) en saut sur le grand tremplin. La même année, il a été champion de Pologne en saut spécial, sur grand tremplin.
Pach dirige aujourd'hui (2012) un magasin d'articles de sport à Zakopane.

## Sources
- Polski Komitet Olimpijski: Pach Marek [lien mort] (consulté le 4. août 2012)
- Skijumping.pl: Mistrzowie Polski w skokach narciarskich w latach 1920-2002 (consulté le 4. août 2012)